# Фолатная недостаточность
Фолатная недостаточность — состояние, при котором в организме снижено содержание фолатов — активных форм фолиевой кислоты (витамина B9). Тяжелая фолатная недостаточность может привести к панцитопении и мегалобластной анемии. Недостаток фолатов во время беременности может привести к дефектам нервной трубки у ребёнка, в том числе к расщеплению позвоночника.

## Симптомы
На ранних стадиях недостаточности и при слабой недостаточности может не наблюдаться выраженных симптомов. При развитии анемии пациент может жаловаться на утомляемость, слабость, одышку.
Может наблюдаться повышение уровня гомоцистеина в крови, однако этот показатель неспецифичен, поскольку его повышение может происходить также при недостаточности витамина B12 и других витаминов, при нарушениях работы почек.

## Причины
Существует множество причин, по которым у человека может развиться фолатная недостаточность. Основные группы причин — недостаточное потребление фолата с пищей; повышенная потребность в фолате; плохое усвоение фолата либо нарушения фолатного метаболизма; определённые заболевания.
Причиной недостаточного потребления фолата может быть отсутствие либо недостаток в диете зелёных листовых овощей, бобовых и фруктов.
Самой распространенной причиной повышенной потребности в фолате является беременность. Потребность в витамине также повышена у кормящих матерей и у детей и подростков в период наиболее активного роста организма.
Плохое усвоение фолата может быть вызвано некоторыми заболеваниями либо приемом некоторых медикаментов. Среди заболеваний, снижающих поступление фолата в организм — целиакия и редкий синдром под названием «врожденная мальабсорбция фолатов». Среди медикаментов — антиконвульсанты, метотрексат, сульфасалазин.
Среди заболеваний, которые могут привести к недостаточности фолата, также следует выделить алкогольную болезнь печени, при которой нарушается абсорбция фолатов из пищи и аккумуляция фолата в печени, при этом наблюдается ускоренный вывод фолата почками.
Редкий синдром под названием «церебральная фолатная недостаточность» приводит к недостатку 5-MTHF, основной активной формы фолата, в центральной нервной системе, при этом уровни фолата в сыворотке крови могут быть в пределах нормы. Среди известных причин синдрома — мутации гена фолатного рецептора, нарушение проницаемости сосудистого сплетения при митохондриальных заболеваниях, среди предполагаемых причин — генерация аутоантител к фолатному рецептору.

### Фолатная ловушка
При дефиците витамина B12 может развиться функциональная фолатная недостаточность, при которой фолат теряет способность выполнять часть своих функций, несмотря на нормальные уровни фолата в сыворотке. Такую ситуацию описывают термином «фолатная ловушка»: фермент метионинсинтаза в отсутствие витамина B12 теряет способность катализировать реакцию преобразования 5-MTHF в тетрагидрофолат с одновременным превращением гомоцистеина в метионин, в результате фолат накапливается в «ловушке» в форме 5-MTHF. В такой ситуации обильное потребление фолата может помочь избежать мегалобластной анемии, но при этом у пациента будут развиваться неврологические и психиатрические симптомы недостаточности витамина B12.

## Диагностика
В целях диагностики используется анализ крови на содержание 5-метилтетрагидрофолата.
Согласно руководству Британской комиссии по стандартам в гематологии (2014 год),
- Концентрация фолата в образце сыворотки менее 7 нмоль/л (3 мкг/л) указывает на наличие фолатной недостаточности;
- Концентрация фолатов в эритроцитах обычно не измеряется ввиду того, что для диагностики в большинстве случаев достаточно измерения уровня фолата в сыворотке. Однако если несмотря на нормальный уровень фолата в сыворотке у пациента наблюдаются явные признаки фолатной недостаточности, допускается измерение эритроцитарного фолата.
- Измерение концентрации общего гомоцистеина в образце плазмы крови проводится только в особых обстоятельствах. Уровень, превышающий 15 мкмоль/л, может говорить о наличии фолатной недостаточности, однако при этом следует учитывать референсные диапазоны конкретной лаборатории.

## Профилактика и терапия
Для получения достаточного количества фолатов с пищей следует включать в диету зеленые листовые овощи, бобовые и мясные субпродукты.
Фолиевая кислота, синтетическая форма фолата, продается в аптеках как отдельно, так и в составе мультивитаминов, и позволяет нормализовать уровень фолата в организме.